# 常林寺 (京都市)
常林寺（じょうりんじ）は、京都市左京区田中下柳町にある浄土宗の寺院で山号は光明山、院号は摂取院。北隣の長徳寺、南隣の正定院と共に、砂川の三軒寺と呼ばれる。京都では昔から「萩のてら」として知られる。

## 沿革
天正元年（1573年）2月15日、念仏専修僧魯道によって開創。天正19年（1591年）頃、豊臣秀吉の都市政策によって寺町通荒神口東入ル南側、御土居のそばに寺地が割り当てられ建立された。江戸時代に入ると、知恩院の役番として活躍した。寛文11年（1671年）1月15日、梨木町からの出火にり焼失。同年8月29日に現在地へ移転。26年の歳月をかけ、元禄11年（1698年）に第7世英譽によって現在の本堂が建立された。幕末には勝海舟の京都における宿坊で、子母澤寛の歴史小説『勝海舟』でも取り上げられている。

## 境内
本堂
本尊は来迎の阿弥陀三尊像。他に聖観音菩薩像や、菊紋入り衣に高下駄姿という異形をもつ帯刀僧形像などを安置。天井は、日展などで活躍した野村はるみによる草花図77枚で荘厳されている。
世継子育地蔵尊 - 嘉永7年（1854年）31世省譽祐禅建立
伝えによると、この地蔵尊は常林寺が建つ以前からこの地に祀られ、広く遠国にまで霊験が知られていた。近世以降は、寺の門前から若狭街道を往還する人々に親しまれ、鞍馬寺への途次に詣でる善男善女も多く、香煙が絶えなかったといわれる。現在の地蔵堂は、昭和7年（1932年）第36世霊誉によって建立。
萩のてら
常林寺の敷地は元々中洲で、地下は砂の層であり、萩がよく育つ。毎年根本から刈られるため季節外れには目立たないが、初秋には石畳が隠れるほど生い茂る。毎年9月中旬の日曜を中心に、『萩供養』が行われる。